# My Childhood
Cet article court présente un sujet plus développé dans : Trilogie Bill Douglas.
Pour plus de détails, voir Fiche technique et Distribution.
My Childhood est un film britannique réalisé par Bill Douglas, sorti en 1972. Il s'agit du premier volet de l'ensemble de films couramment appelé Trilogie Bill Douglas.

## Synopsis
Jamie, huit ans, est né et vit à Newcraighall (en), une bourgade de mineurs, située à proximité d'Édimbourg. Il habite avec son demi-frère Tommy, chez leur grand-mère maternelle dans un dénuement extrême.

## Fiche technique
- Titre français : My Childhood
- Réalisation : Bill Douglas
- Scénario : Bill Douglas
- Pays de production : Royaume-Uni
- Format : Noir et blanc - 16 mm (format de tournage)- Mono
- Genre : biographie, drame
- Durée : 46 minutes
- Dates de sortie :
  - Royaume-Uni : 27 août 1972 (Festival international du film d'Édimbourg)
  - Allemagne : 1974 (Berlinale 1974)
  - France : 15 octobre 1975[1]

## Distribution
- Stephen Archibald : Jamie
- Hughie Restorick : Tommy
- Jean Taylor Smith : la grand-mère
- Karl Fieseler : Helmuth
- Bernard McKenna : le père de Tommy
- Paul Kermack : le père de Jamie
- Ann Smith : la mère de Jamie
- Eileen McCallum : l'infirmière
- Helen Rae : la conductrice de bus
- James Eccles : l'homme qui chante
- Helen Crummy : l'institutrice

## Prix
- Mostra de Venise 1972 : Prix du meilleur premier film[2]